# Blumenau (gemeente)
Blumenau is een stad en gemeente in de zuidelijke Braziliaanse deelstaat Santa Catarina.
Bij de volkstelling van 2017 telde Blumenau 348.513 inwoners.

## Geografie
De stad ligt in een vallei die wordt doorsneden door de rivier Itajaí-Açu en wordt omringd door beboste heuvels. De lager gelegen gebieden in het centrum staan onder constante dreiging van overstromingen. De eerste geregistreerde overstroming van Blumenau was op 23 september 1880. De grootste overstromingen vonden plaats in 1983 en 1984, toen de stad voor weken van de wereld was afgesloten. Tegenwoordig is Blumenau goed voorbereid op dergelijke bedreigingen, maar nog steeds geven veel inwoners er de voorkeur aan om te wonen in de hoger gelegen gebieden op de heuvels en vlaktes om de overstroming van hun woning te voorkomen. In november 2008 bleek dat zij hierin gelijk hadden; een nieuwe zware overstroming zorgde voor 100 doden en duizenden moesten worden geëvacueerd.

## Geschiedenis

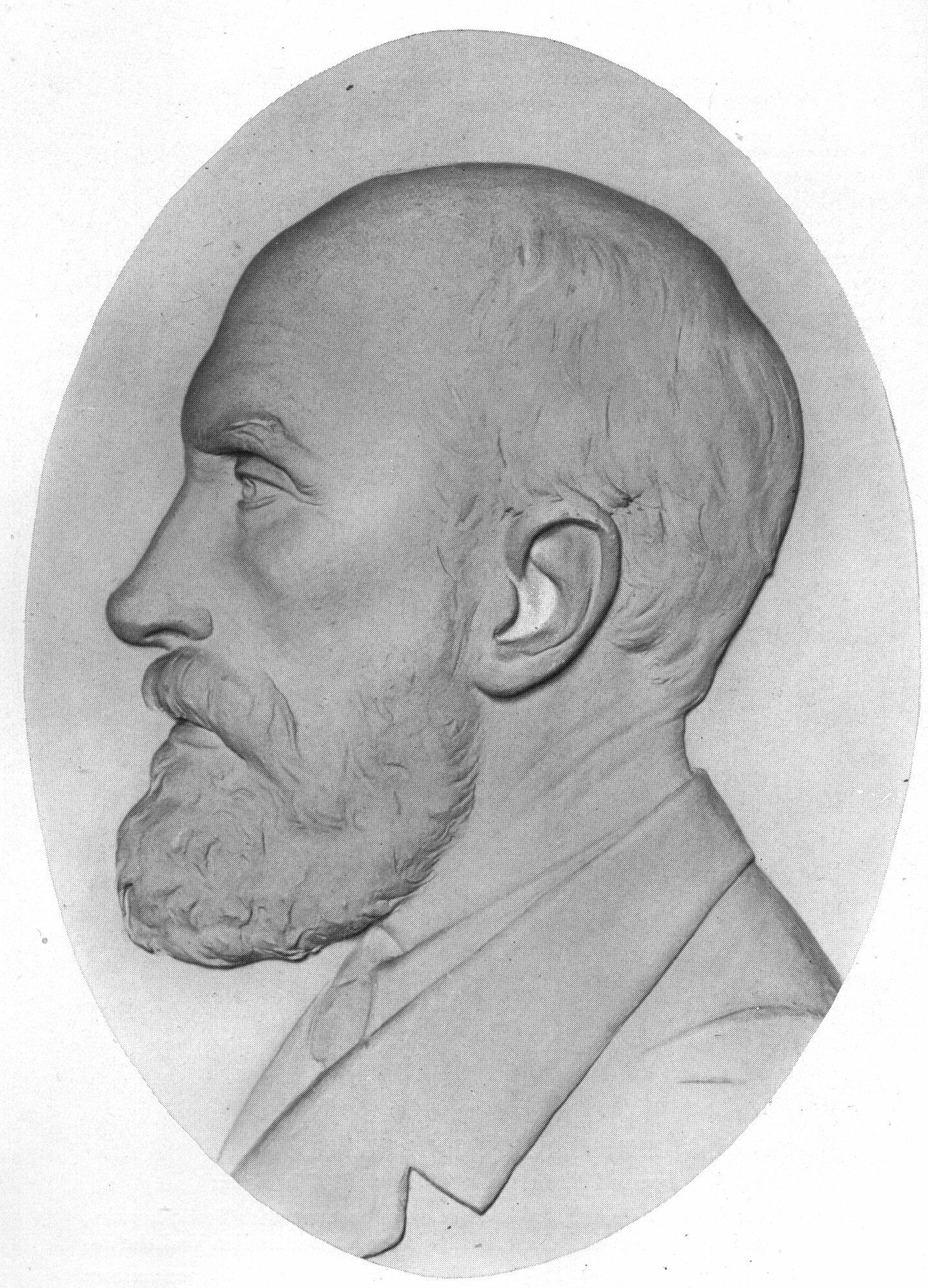
naamgever stad

De stad werd op 2 september 1850 gesticht door de Duitse immigrant apotheker Hermann Blumenau, samen met nog 17 andere Duitse immigranten. Een paar jaar later migreerde ook de Duitse bioloog en natuurkundige Fritz Müller naar Blumenau. Veel latere immigranten kwamen ook uit Duitsland of uit Italië. Hun aanwezigheid is terug te zien aan de traditioneel Duitse stijl van de huizen en andere gebouwen, alsook een aantal standbeelden en gedenktekens. De stad houdt jaarlijks ook het Oktoberfest, dat de grootste van de Amerika's is
en het een na grootste Oktoberfest na Munchen.
De stad ligt in de Braziliaanse Silicon Valley en telt veel bedrijven die zich toeleggen op de informatietechnologie. De belangrijkste economische sector is echter nog altijd de textielindustrie met bedrijven als Cia Hering, Karsten en Teka.

## Religie
De plaats is de zetel van het rooms-katholieke bisdom Blumenau.

## Aangrenzende gemeenten
De gemeente grenst aan Botuverá, Gaspar, Guabiruba, Indaial, Jaraguá do Sul, Luiz Alves, Massaranduba en Pomerode.

## Verkeer en vervoer
De plaats ligt aan de wegen BR-470 en SC-108.

## Sport
Grêmio Esportivo Olímpico bestond van 1919 tot 1971 en is de enige club uit de staat die het staatskampioenschap kon winnen. Blumenau EC, dat in 1919 opgericht werd als Brasil FC en later de naam Palmeiras aannam ging eind jaren negentig failliet. De club werd wel heropgericht maar kon de hoogste klasse niet meer bereiken. In 2002 werd CA Metropolitano opgericht dat in 2004 naar de staatscompetitie promoveerde en er nog steeds speelt.

## Stedenbanden
Zustersteden van Blumenau:
- Bariloche, Argentinië
- Posadas, Argentinië
- Campinas, Brazilië
- Petrópolis, Brazilië
- Osorno, Chili

## Geboren
- Vera Fischer (1951), actrice en Miss Brazilië
- Eduarda Amorim (1986), handbalster
- Evandro Goebel, "Evandro" (1986), voetballer
- Nathan Allan de Souza, "Nathan" (1996), voetballer

## Galerij

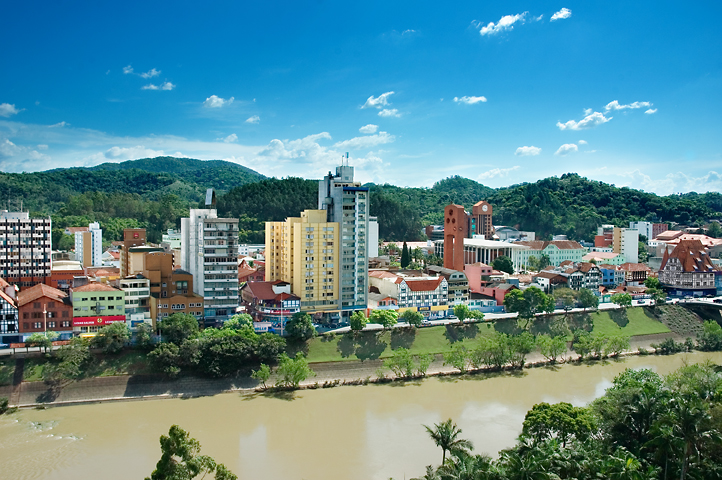
Panorama